# Dysauxes famula
Dysauxes famula — вид метеликів з родини еребід (Erebidae).

## Поширення
Вид поширений в Південній і Центральній Європі, Малій Азії, на Близькому Сході, Кавказі, в Ірані, Середній Азії та на Далекому Сході.

## Підвиди
- Dysauxes famula famula
- Dysauxes famula gravis Ignatyev & Zolotuhin, 2006 (Далекий Схід)